# Cartigny (Somme)
Cartigny és un municipi francès situat al departament del Somme i a la regió dels Alts de França. L'any 2007 tenia 659 habitants.

## Demografia

### Població

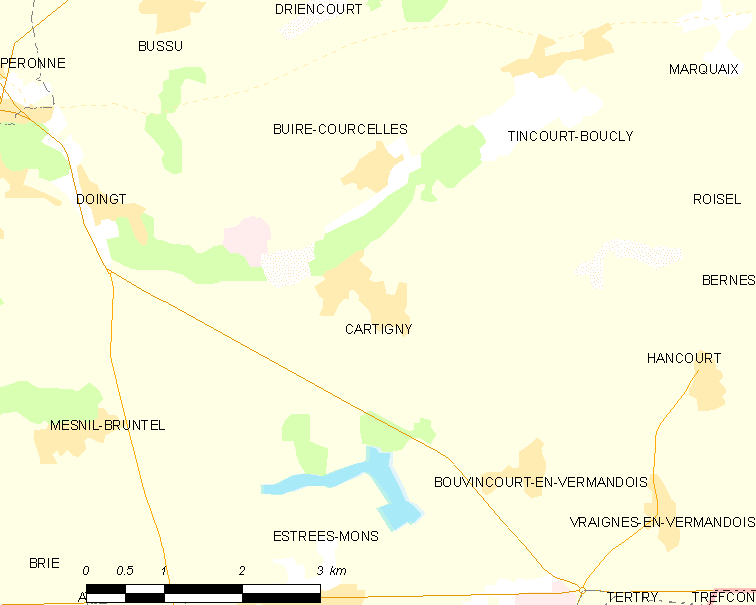

El 2007 la població de fet de Cartigny era de 659 persones. Hi havia 250 famílies de les quals 58 eren unipersonals (25 homes vivint sols i 33 dones vivint soles), 69 parelles sense fills, 101 parelles amb fills i 22 famílies monoparentals amb fills.
La població ha evolucionat segons el següent gràfic:
Habitants censats

### Habitatges
El 2007 hi havia 296 habitatges, 251 eren l'habitatge principal de la família, 17 eren segones residències i 28 estaven desocupats. 285 eren cases i 9 eren apartaments. Dels 251 habitatges principals, 209 estaven ocupats pels seus propietaris, 34 estaven llogats i ocupats pels llogaters i 7 estaven cedits a títol gratuït; 3 tenien dues cambres, 35 en tenien tres, 73 en tenien quatre i 139 en tenien cinc o més. 186 habitatges disposaven pel capbaix d'una plaça de pàrquing. A 113 habitatges hi havia un automòbil i a 108 n'hi havia dos o més.

### Piràmide de població

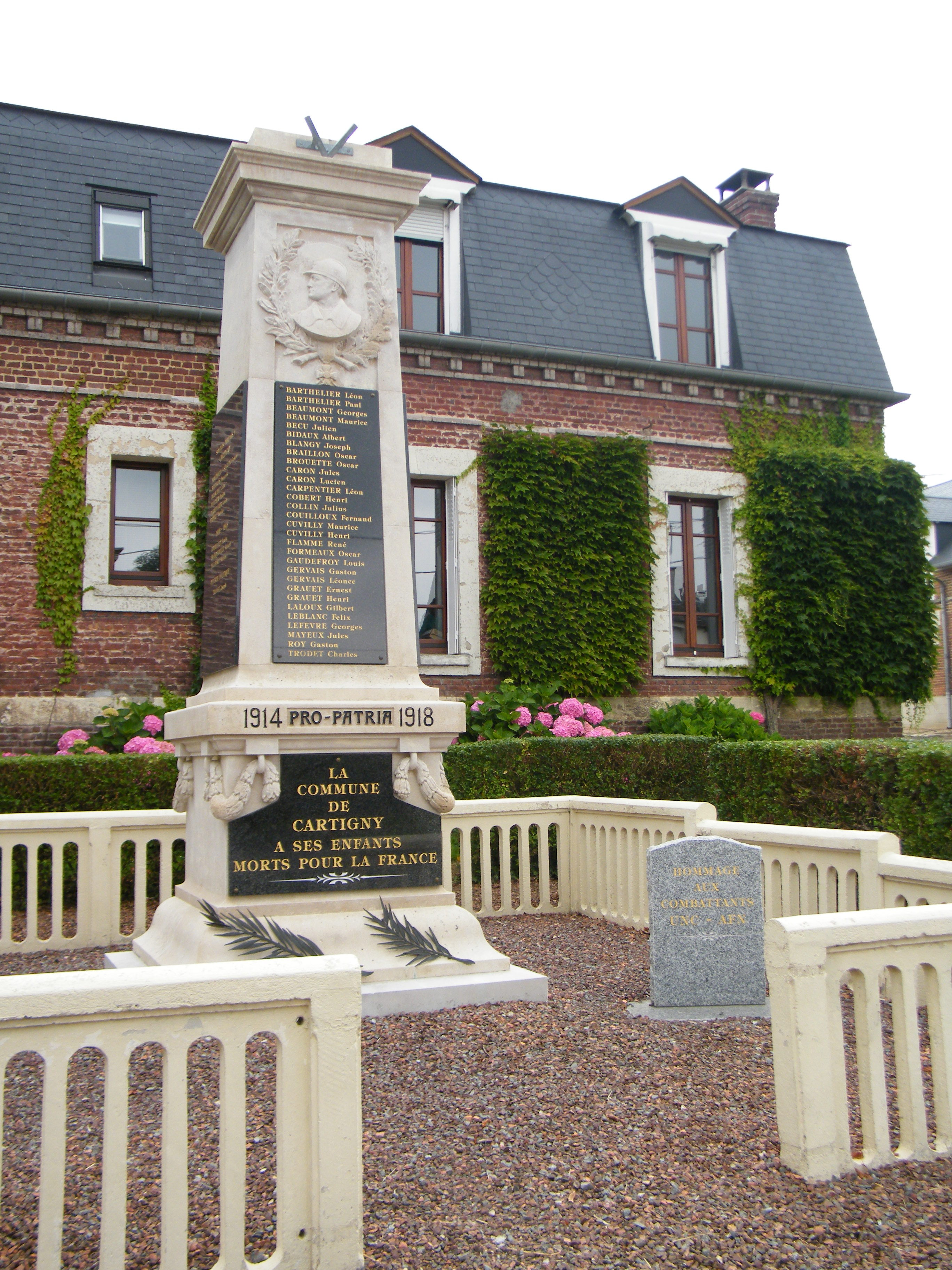

La piràmide de població per edats i sexe el 2009 era:
| Homes | Edats   | Dones |
| ----- | ------- | ----- |
| 0     | 95 o +  | 0     |
| 0     | 90 a 94 | 4     |
| 4     | 85 a 89 | 4     |
| 0     | 80 a 84 | 20    |
| 4     | 75 a 79 | 8     |
| 12    | 70 a 74 | 8     |
| 16    | 65 a 69 | 36    |
| 20    | 60 a 64 | 16    |
| 16    | 55 a 59 | 20    |
| 20    | 50 a 54 | 16    |
| 40    | 45 a 49 | 16    |
| 20    | 40 a 44 | 48    |
| 20    | 35 a 39 | 20    |
| 20    | 30 a 34 | 16    |
| 8     | 25 a 29 | 24    |
| 28    | 20 a 24 | 8     |
| 29    | 15 a 19 | 36    |
| 12    | 10 a 14 | 32    |
| 20    | 5 a 9   | 16    |
| 20    | 0 a 4   | 20    |

## Economia

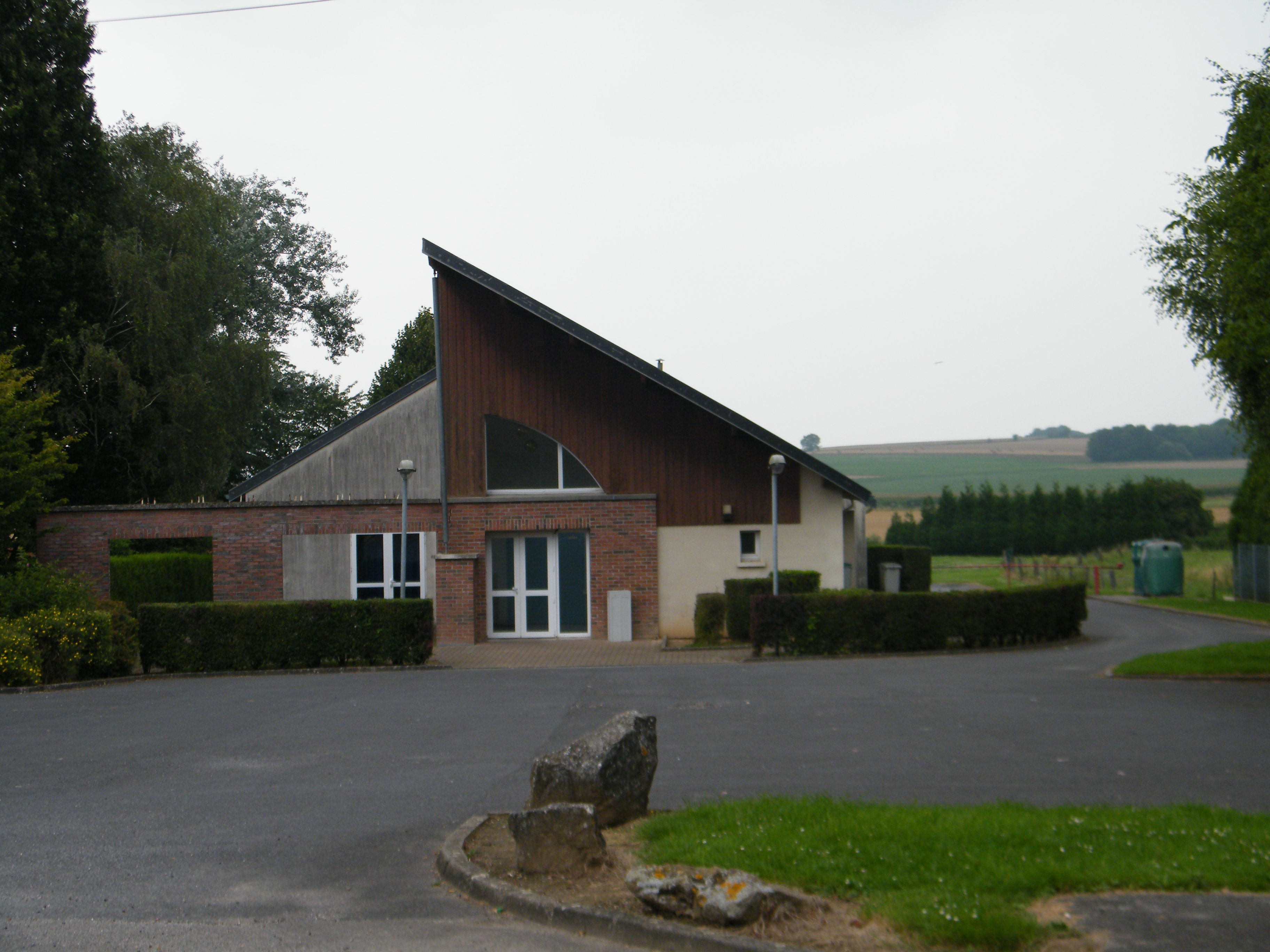

El 2007 la població en edat de treballar era de 420 persones, 306 eren actives i 114 eren inactives. De les 306 persones actives 245 estaven ocupades (138 homes i 107 dones) i 63 estaven aturades (30 homes i 33 dones). De les 114 persones inactives 46 estaven jubilades, 33 estaven estudiant i 35 estaven classificades com a «altres inactius».

### Ingressos
El 2009 a Cartigny hi havia 280 unitats fiscals que integraven 736,5 persones, la mediana anual d'ingressos fiscals per persona era de 14.856 €.

### Activitats econòmiques
Dels 16 establiments que hi havia el 2007, 1 era d'una empresa alimentària, 2 d'empreses de construcció, 4 d'empreses de comerç i reparació d'automòbils, 2 d'empreses de transport, 1 d'una empresa d'informació i comunicació, 3 d'empreses de serveis, 2 d'entitats de l'administració pública i 1 d'una empresa classificada com a «altres activitats de serveis».
Dels 3 establiments de servei als particulars que hi havia el 2009, 1 era un guixaire pintor, 1 electricista i 1 empresa de construcció.
L'únic establiment comercial que hi havia el 2009 era una fleca.
L'any 2000 a Cartigny hi havia 12 explotacions agrícoles que ocupaven un total de 833 hectàrees.

## Equipaments sanitaris i escolars
El 2009 hi havia una escola elemental integrada dins d'un grup escolar amb les comunes properes formant una escola dispersa.

## Poblacions més properes
El següent diagrama mostra les poblacions més properes.